# Marte Olsbuová Røiselandová
Marte Olsbuová Røiselandová, nepřechýleně Marte Olsbu Røiseland, za svobodna Marte Olsbu (* 7. prosince 1990 Froland) je bývalá norská biatlonistka a trojnásobná olympijská vítězka z pekingské olympiády, celková vítězka hodnocení světového poháru ze sezóny 2021/2022 a celkově třináctinásobná mistryně světa, když pět titulů vybojovala během Mistrovství světa 2020.
Ve Světovém poháru ve své kariéře zvítězila v sedmnácti individuálních závodech, když poprvé triumfovala ve sprintu v Novém Městě na Moravě v sezóně 2018/2019. V kolektivních závodech se radovala s norskou ženskou a smíšenou štafetou celkem dvaadvacetkrát.
Je také držitelkou největšího počtu zlatých medailí z mistrovství světa, když v Oberhofu v roce 2023 vyhrála svůj 13. závod.
Kariéru ukončila v březnu 2023 na domácím podniku v Oslu, kde v poslední závodě kariéry obsadila v závodu s hromadným startem druhé místo.
V červnu 2023 na svém Instagramu oznámila, že čeká se svým manželem Sverrem dítě. V listopadu 2023 se páru narodil syn Tobias.

## Výsledky

### Olympijské hry a mistrovství světa
Røiselandová se účastnila dvou zimních olympijských her a šesti mistrovství světa.
Na olympijských hrách debutovala v roce 2018 v Pchjongčchangu, kde získala dvě stříbrné medaile ze sprintu a smíšené štafety. O čtyři roky později v Pekingu se stala nejúspěšnější ženskou závodnicí, když z šesti závodů získala tři zlaté medaile – ze smíšené štafety, sprintu a stíhacího závodu – a dvě bronzové z vytrvalostního a ze závodu hromadným startem.
Na mistrovství světa startovala poprvé ve finském Kontiolahti v roce 2015. První medaile se dočkala až na domácím mistrovství v roce 2016, kde se Solemdalovou, Birkelandovou a Eckhoffovou ovládla štafetu žen. Na östersundském a následně i anterselvském šampionátu zaznamenala hattrick, když ovládla všechny tři kolektivní závody, do nichž nastoupila – ženskou a smíšenou štafetu i závod smíšených dvojic. Právě na Mistrovství světa 2020 v Anterselvě získala první individuální cenný kov, když postupně ovládla sprint a závod s hromadným startem. Ziskem sedmi medailí ze sedmi závodů stanovila nový rekord v počtu získaných medailí z jednoho mistrovství.
| Sezóna  | D   | Místo         | SP  | SZ  | HZ  | IZ  | ŠT  | SŠT | SZD | Věk    |
| ------- | --- | ------------- | --- | --- | --- | --- | --- | --- | --- | ------ |
| 2014/15 | MS  | Kontiolahti   | 30. | 41. | –   | –   | 4.  | –   | ×   | 24 let |
| 2015/16 | MS  | Oslo          | 11. | 16. | 7.  | 42. | 1.  | 3.  | ×   | 25 let |
| 2016/17 | MS  | Hochfilzen    | 54. | 16. | 29. | 58. | 11. | 8.  | ×   | 26 let |
| 2017/18 | ZOH | Pchjongčchang | 2.  | 4.  | 8.  | 71. | 4.  | 2.  | ×   | 27 let |
| 2018/19 | MS  | Östersund     | 25. | 4.  | 7.  | 23. | 1.  | 1.  | 1.  | 28 let |
| 2019/20 | MS  | Anterselva    | 1.  | 3.  | 1.  | 3.  | 1.  | 1.  | 1.  | 29 let |
| 2020/21 | MS  | Pokljuka      | 6.  | 9.  | 4.  | 20. | 1.  | 1.  | –   | 30 let |
| 2021/22 | ZOH | Peking        | 1.  | 1.  | 3.  | 3.  | 4.  | 1.  | ×   | 31 let |
| 2022/23 | MS  | Oberhof       | 4.  | 3.  | 17. | –   | 6.  | 1.  | 1.  | 32 let |

Poznámka: Výsledky z olympijských her se do hodnocení světového poháru nezapočítávají; výsledky z mistrovství světa se dříve započítávaly, od mistrovství světa v roce 2023 se nezapočítávají.

### Juniorská mistrovství
Zúčastnila se jednoho juniorského šampionátu v biatlonu, a to v českém Novém Městě na Moravě v roce 2011. Jejím nejlepším individuálním umístěním z toho mistrovství je 9. pozice z vytrvalostního závodu.
| Sezóna  | D   | Místo                | SP  | SZ  | IZ | ŠT | Věk    |
| ------- | --- | -------------------- | --- | --- | -- | -- | ------ |
| 2010/11 | MSJ | Nové Město na Moravě | 37. | 27. | 9. | –  | 20 let |

### Světový pohár

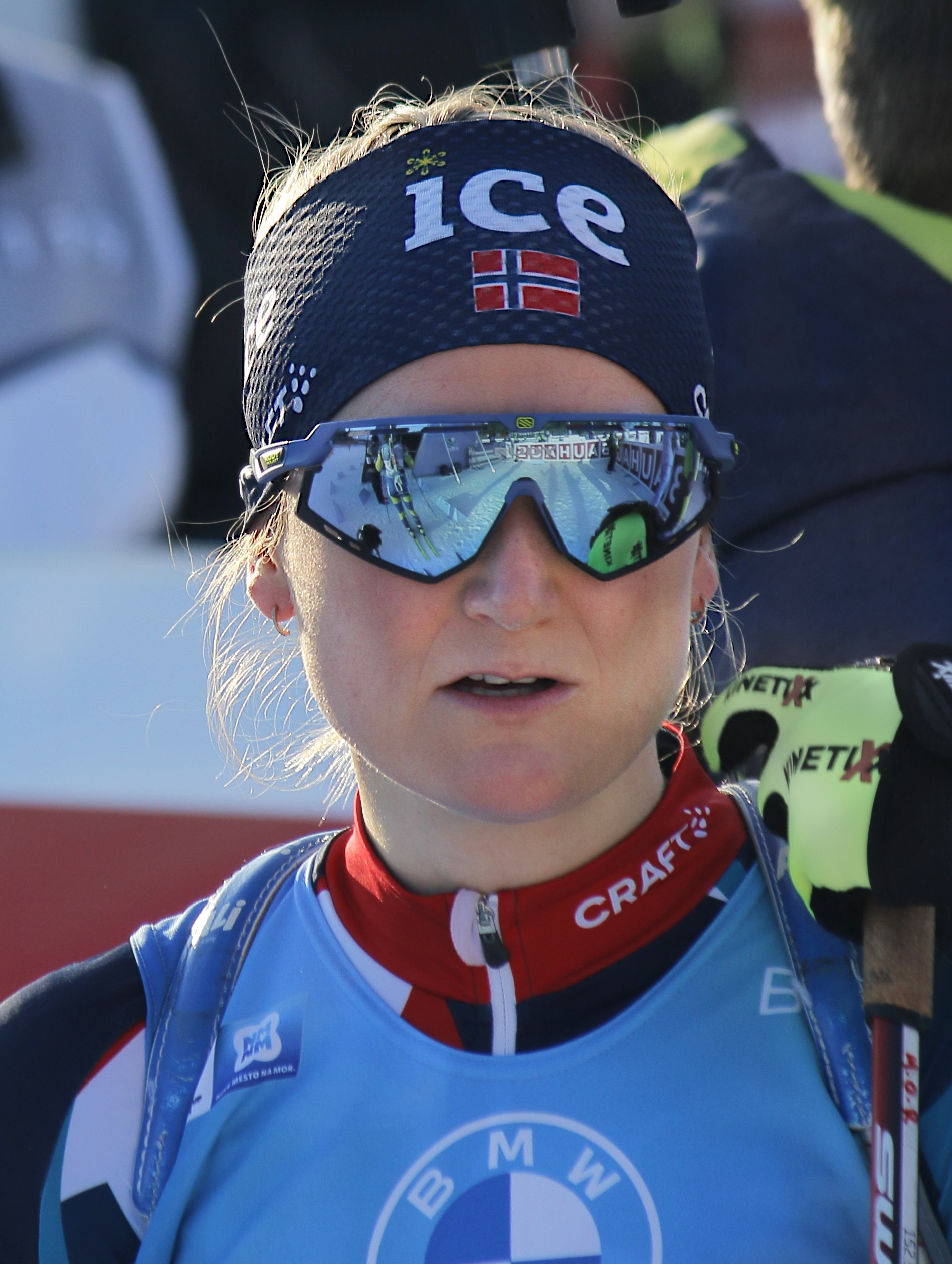
Marte Olsbuová Røiselandová v Novém Městě na Moravě 2023

Sezóna 2020/2021
| ČSP              | Místo                    | SP            | SZ | HZ  | IZ  | ŠT | SŠT | SZD |
| ---------------- | ------------------------ | ------------- | -- | --- | --- | -- | --- | --- |
| 1.               | Kontiolahti              | 2.            | –  | –   | 24. | –  | –   | –   |
| 2.               | Kontiolahti (2)          | 4.            | 2. | –   | –   | 8. | –   | –   |
| 3.               | Hochfilen                | 4.            | 1. | –   | –   | 1. | –   | –   |
| 4.               | Hochfilzen (2)           | 3.            | 7. | 1.  | –   | –  | –   | –   |
| 5.               | Oberhof                  | 5.            | 2. | –   | –   | –  | 2.  | –   |
| 6.               | Oberhof (2)              | 8.            | –  | 7.  | –   | 7. | –   | –   |
| 7.               | Anterselva               | –             | –  | 7.  | 31. | 6. | –   | –   |
| 9.               | Nové Město na Moravě     | 7.            | 3. | –   | –   | 5. | –   | –   |
| 10.              | Nové Město na Moravě (2) | 14.           | 4. | –   | –   | –  | 1.  | –   |
| 11.              | Östersund                | 6.            | 1. | 29. | –   | –  | –   | –   |
| Celkové umístění | Celkové umístění         | 2.            | 2. | 4.  | 31. | 4. | 1.  | 1.  |
| Celkové umístění | Celkové umístění         | 963 bodů (2.) |    |     |     | 4. | 1.  | 1.  |

Sezóna 2021/22
| ČSP              | Místo            | SP            | SZ           | HZ           | IZ           | ŠT           | SŠT          | SZD          |
| ---------------- | ---------------- | ------------- | ------------ | ------------ | ------------ | ------------ | ------------ | ------------ |
| 1.               | Östersund        | 3.            | –            | –            | 10.          | –            | –            | –            |
| 2.               | Östersund (2)    | 12.           | 1.           | –            | –            | 4.           | –            | –            |
| 3.               | Hochfilzen       | 3.            | 1.           | –            | –            | 7.           | –            | –            |
| 4.               | Annecy           | 1.            | 4.           | 6.           | –            | –            | –            | –            |
| 5.               | Oberhof          | 1.            | 1.           | –            | –            | –            | 1.           | –            |
| 6.               | Ruhpolding       | 2.            | 1.           | –            | –            | 7.           | –            | –            |
| 7.               | Anterselva       | nestartovala  | nestartovala | nestartovala | nestartovala | nestartovala | nestartovala | nestartovala |
| 8.               | Kontiolahti      | 8.            | 4.           | –            | –            | 1.           | –            | –            |
| 9.               | Otepää           | 13.           | –            | 3.           | –            | –            | –            | 1.           |
| 10.              | Oslo             | 3.            | 2.           | 3.           | –            | –            | –            | –            |
| Celkové umístění | Celkové umístění | 1.            | 1.           | 4.           | 21.          | 2.           | 1.           | 1.           |
| Celkové umístění | Celkové umístění | 1. (957 bodů) |              |              |              | 2.           | 1.           | 1.           |

Sezóna 2022/2023
| ČSP              | Místo                | SP             | SZ           | HZ           | IZ           | ŠT           | SŠT          | SZD          |
| ---------------- | -------------------- | -------------- | ------------ | ------------ | ------------ | ------------ | ------------ | ------------ |
| 1.               | Kontiolahti          | nestartovala   | nestartovala | nestartovala | nestartovala | nestartovala | nestartovala | nestartovala |
| 2.               | Hochfilzen           | nestartovala   | nestartovala | nestartovala | nestartovala | nestartovala | nestartovala | nestartovala |
| 3.               | Annecy               | nestartovala   | nestartovala | nestartovala | nestartovala | nestartovala | nestartovala | nestartovala |
| 4.               | Pokljuka             | 16.            | 8.           | –            | –            | –            | –            |              |
| 5.               | Ruhpolding           | –              | –            | –            | 8.           | 1.           | –            | –            |
| 7.               | Anterselva           | 4.             | 5.           | –            | –            | 6.           | –            | –            |
| 8.               | Nové Město na Moravě | 1.             | 1.           | –            | –            | –            | –            | 1.           |
| 9.               | Östersund            | –              | –            | 4.           | 55.          | 1.           | –            | –            |
| 10.              | Oslo-Holmenkollen    |                | ZRU          | 2.           | –            | –            | –            | –            |
| Celkové umístění | Celkové umístění     | 14.            | 11.          | 9.           | 24.          | 2.           | 2.           | 2.           |
| Celkové umístění | Celkové umístění     | 502 bodů (15.) |              |              |              | 2.           | 2.           | 2.           |

## Vítězství v závodech světového poháru, na mistrovství světa a olympijských hrách

### Individuální
| Č.                                                         | sezóna    | datum             | místo                         | disciplína                |
| ---------------------------------------------------------- | --------- | ----------------- | ----------------------------- | ------------------------- |
| 1.                                                         | 2018/2019 | 21. prosince 2018 | Nové Město, Česko             | sprint                    |
| 2.                                                         | 2018/2019 | 22. prosince 2018 | Nové Město, Česko             | stíhací závod             |
| 3.                                                         | 2018/2019 | 15. února 2019    | Soldier Hollow, Spojené státy | sprint                    |
| 4.                                                         | 2019/2020 | 9. ledna 2020     | Oberhof, Německo              | sprint                    |
| 5.                                                         | 2019/2020 | 14. února 2020    | Anterselva, Itálie (MS)       | sprint                    |
| 6.                                                         | 2019/2020 | 23. února 2020    | Anterselva, Itálie (MS)       | závod s hromadným startem |
| 7.                                                         | 2020/2021 | 13. prosince 2020 | Hochfilzen, Rakousko          | stíhací závod             |
| 8.                                                         | 2020/2021 | 20. prosince 2020 | Hochfilzen, Rakousko          | závod s hromadným startem |
| 9.                                                         | 2020/2021 | 20. března 2021   | Östersund, Švédsko            | stíhací závod             |
| 10.                                                        | 2021/2022 | 4. prosince 2021  | Östersund, Švédsko            | stíhací závod             |
| 11.                                                        | 2021/2022 | 12. prosince 2021 | Hochfilzen, Rakousko          | stíhací závod             |
| 12.                                                        | 2021/2022 | 16. prosince 2021 | Annecy, Francie               | sprint                    |
| 13.                                                        | 2021/2022 | 8. ledna 2022     | Oberhof, Německo              | sprint                    |
| 14.                                                        | 2021/2022 | 8. ledna 2022     | Oberhof, Německo              | stíhací závod             |
| 15.                                                        | 2021/2022 | 16. ledna 2022    | Ruhpolding, Německo           | stíhací závod             |
| OH                                                         | 2021/2022 | 11. února 2022    | Peking, Čína (ZOH)            | sprint                    |
| OH                                                         | 2021/2022 | 13. února 2022    | Peking, Čína (ZOH)            | stíhací závod             |
| 16.                                                        | 2022/2023 | 3. března 2023    | Nové Město, Česko             | sprint                    |
| 17.                                                        | 2022/2023 | 4. března 2023    | Nové Město, Česko             | stíhací závod             |
| – závod na mistrovství světa – závod na olympijských hrách |           |                   |                               |                           |

### Kolektivní
| Č.                                                         | sezóna    | datum              | místo                    | disciplína           |
| ---------------------------------------------------------- | --------- | ------------------ | ------------------------ | -------------------- |
| 1.                                                         | 2015/2016 | 11. března 2016    | Oslo, Norsko (MS)        | štafeta              |
| 2.                                                         | 2016/2017 | 27. listopadu 2016 | Östersund, Švédsko       | smíšená štafeta      |
| 3.                                                         | 2018/2019 | 7. března 2019     | Östersund, Švédsko (MS)  | smíšená štafeta      |
| 4.                                                         | 2018/2019 | 14. března 2019    | Östersund, Švédsko (MS)  | smíšený závod dvojic |
| 5.                                                         | 2018/2019 | 16. března 2019    | Östersund, Švédsko (MS)  | štafeta              |
| 6.                                                         | 2019/2020 | 8. prosince 2019   | Östersund, Švédsko       | štafeta              |
| 7.                                                         | 2019/2020 | 14. prosince 2019  | Hochfilzen, Rakousko     | štafeta              |
| 8.                                                         | 2019/2020 | 11. ledna 2020     | Oberhof, Německo         | štafeta              |
| 9.                                                         | 2019/2020 | 17. ledna 2020     | Ruhpolding, Německo      | štafeta              |
| 10.                                                        | 2019/2020 | 13. února 2020     | Anterselva, Itálie (MS)  | smíšená štafeta      |
| 11.                                                        | 2019/2020 | 20. února 2020     | Anterselva, Itálie (MS)  | smíšený závod dvojic |
| 12.                                                        | 2019/2020 | 22. únoea 2020     | Anterselva, Itálie (MS)  | štafeta              |
| 13.                                                        | 2020/2021 | 12. prosince 2020  | Hochfilzen, Rakousko     | štafeta              |
| 14.                                                        | 2020/2021 | 10. února 2021     | Pokljuka, Slovinsko (MS) | smíšená štafeta      |
| 15.                                                        | 2020/2021 | 20. února 2021     | Pokljuka, Slovinsko (MS) | štafeta              |
| 16.                                                        | 2020/2021 | 14. března 2021    | Nové Město, Česko        | smíšená štafeta      |
| 17.                                                        | 2021/2022 | 8. ledna 2022      | Oberhof, Německo         | smíšená štafeta      |
| OH                                                         | 2021/2022 | 5. února 2022      | Peking, Čína (ZOH)       | smíšená štafeta      |
| 18.                                                        | 2021/2022 | 3. března 2022     | Kontiolahti, Finsko      | štafeta              |
| 19.                                                        | 2021/2022 | 13. března 2022    | Otepää, Estonsko         | smíšený závod dvojic |
| 20.                                                        | 2022/2023 | 14. ledna 2023     | Ruhpolding, Německo      | štafeta              |
| MS                                                         | 2022/2023 | 8. února 2023      | Oberhof, Německo (MS)    | smíšená štafeta      |
| MS                                                         | 2022/2023 | 16. února 2023     | Oberhof, Německo (MS)    | smíšený závod dvojic |
| 21.                                                        | 2022/2023 | 5. března 2023     | Nové Město, Česko        | smíšený závod dvojic |
| 22.                                                        | 2022/2023 | 11. března 2023    | Östersund, Švédsko       | štafeta              |
| – závod na mistrovství světa – závod na olympijských hrách |           |                    |                          |                      |